# عبد الباسط تركي
عبد الباسط تركي سعيد الحديثي وهو سياسي عراقي ولد في حديثة بمحافظة الأنبار عام 1953.

## التحصيل العلمي
خريج كلية الإدارة والاقتصاد من قسم الاقتصاد في الجامعة المستنصرية عام 1976، ثم ماجستير في اختصاص المالية العامة عام 1981، وحاصل على شهادة الدكتوراه في السياسات المالية والنقدية عام 1996.

## المناصب
شغل منصب أول وزير لحقوق الإنسان في العراق للفترة من أيلول 2003 – نيسان 2004. استقال من منصبه بسبب مقتل أكثر من 600 عراقي في معارك الفلوجة في نيسان 2004.
شغل بعدها منصب رئيس ديوان الرقابة المالية الاتحادي بتاريخ 14 تشرين الأول 2004 ثم جدد شغله للمنصب في 14 تشرين الأول 2009، واستمر في المنصب حتى 14 تشرين الأول 2014 ليخلفه الأستاذ فاروق عبد الحليم توفيق أحمد العبيدي.
شغل منصب محافظ البنك المركزي العراقي بالوكالة للفترة من تشرين الأول 2012 حتى تشرين الأول 2014.
كما شغل منصب رئاسة صندوق إعادة إعمار المناطق المتضررة في العراق جراء الحرب مع تنظيم داعش.
شارك في الانتخابات التشريعية العراقية عام 2018 ورأس قائمة قائمة عراقيون للتغيير.